# Monterrey Open 2023 - Qualificazioni singolare
Le qualificazioni del singolare del Monterrey Open 2023 sono un torneo di tennis preliminare per accedere alla fase finale della manifestazione disputate il 25 e 26 febbraio 2023. I vincitori dell'ultimo turno sono entrati di diritto nel tabellone principale. In caso di ritiro di uno o più giocatori aventi diritto a questi sono subentrati i Lucky loser, ossia i giocatori che hanno perso nell'ultimo turno ma che avevano una classifica più alta rispetto agli altri partecipanti che avevano comunque perso nel turno finale.

## Teste di serie
1. Kamilla Rachimova (qualificata)
2. Lesja Curenko (qualificata)
3. Laura Pigossi (primo turno)
4. Simona Waltert (primo turno)
5. Marina Bassols Ribera (ultimo turno, lucky loser)
6. Lucrezia Stefanini (primo turno)

1. Kimberly Birrell (ultimo turno)
2. Rebecca Peterson (entrata come special exempt nel tabellone principale)
3. Ana Konjuh (ultimo turno)
4. Aliona Bolsova (ultimo turno)
5. Despoina Papamichaīl (qualificata)
6. Katrina Scott (primo turno)

## Qualificate
1. Kamilla Rachimova
2. Lesja Curenko
3. Caroline Dolehide

1. Elena-Gabriela Ruse
2. Despoina Papamichaīl
3. Sachia Vickery

## Lucky loser
1. Marina Bassols Ribera

## Tabellone

### Legenda
| - Q = Qualificato - WC = Wild card - LL = Lucky loser | - ALT = Alternate - SE = Special Exempt - PR = Protected Ranking | - w/o = Walkover - r = Ritirato - d = Squalificato |

### Sezione 1
|  | Primo turno | Primo turno       | Primo turno       | Primo turno | Primo turno |  |  | Ultimo turno | Ultimo turno      | Ultimo turno | Ultimo turno | Ultimo turno |  |
|  |             |                   |                   |             |             |  |  |              |                   |              |              |              |  |
|  | 1           | Kamilla Rachimova | Kamilla Rachimova | 7           | 6           |  |  |              |                   |              |              |              |  |
|  |             | Yuliana Lizarazo  | Yuliana Lizarazo  | 65          | 4           |  |  | 1            | Kamilla Rachimova | 6            | 4            | 7            |  |
|  |             | Carole Monnet     | Carole Monnet     | 3           | 0           |  |  | 7            | Kimberly Birrell  | 2            | 6            | 5            |  |
|  | 7           | Kimberly Birrell  | Kimberly Birrell  | 6           | 6           |  |  |              |                   |              |              |              |  |

### Sezione 2
|  | Primo turno | Primo turno        | Primo turno        | Primo turno | Primo turno |  |  | Ultimo turno | Ultimo turno  | Ultimo turno  | Ultimo turno | Ultimo turno |  |
|  |             |                    |                    |             |             |  |  |              |               |               |              |              |  |
|  | 2           | Lesja Curenko      | Lesja Curenko      | 6           | 6           |  |  |              |               |               |              |              |  |
|  |             | Camilla Rosatello  | Camilla Rosatello  | 4           | 2           |  |  | 2            | Lesja Curenko | Lesja Curenko | 6            | 7            |  |
|  | WC          | Victoria Rodríguez | Victoria Rodríguez | 4           | 3           |  |  | 9            | Ana Konjuh    | Ana Konjuh    | 1            | 65           |  |
|  | 9           | Ana Konjuh         | Ana Konjuh         | 6           | 6           |  |  |              |               |               |              |              |  |

### Sezione 3
|  | Primo turno | Primo turno       | Primo turno       | Primo turno | Primo turno |  |  | Ultimo turno | Ultimo turno      | Ultimo turno      | Ultimo turno | Ultimo turno |  |
|  |             |                   |                   |             |             |  |  |              |                   |                   |              |              |  |
|  | 3           | Laura Pigossi     | Laura Pigossi     | 2           | 4           |  |  |              |                   |                   |              |              |  |
|  |             | Caroline Dolehide | Caroline Dolehide | 6           | 6           |  |  |              | Caroline Dolehide | Caroline Dolehide | 6            | 7            |  |
|  |             | Marcela Zacarías  | Marcela Zacarías  | 6           | 6           |  |  |              | Marcela Zacarías  | Marcela Zacarías  | 4            | 5            |  |
|  | Alt         | Andrea Gámiz      | Andrea Gámiz      | 4           | 0           |  |  |              |                   |                   |              |              |  |

### Sezione 4
|  | Primo turno | Primo turno         | Primo turno | Primo turno | Primo turno |  |  | Ultimo turno | Ultimo turno        | Ultimo turno | Ultimo turno | Ultimo turno |  |
|  |             |                     |             |             |             |  |  |              |                     |              |              |              |  |
|  | 4           | Simona Waltert      | 7           | 0           | 2           |  |  |              |                     |              |              |              |  |
|  |             | Elena-Gabriela Ruse | 64          | 6           | 6           |  |  |              | Elena-Gabriela Ruse | 5            | 6            | 6            |  |
|  |             | Jesika Malečková    | 3           | 6           | 6           |  |  |              | Jesika Malečková    | 7            | 3            | 1            |  |
|  | 12          | Katrina Scott       | 6           | 4           | 3           |  |  |              |                     |              |              |              |  |

### Sezione 5
|  | Primo turno | Primo turno                   | Primo turno                   | Primo turno | Primo turno |  |  | Ultimo turno | Ultimo turno          | Ultimo turno          | Ultimo turno | Ultimo turno |  |
|  |             |                               |                               |             |             |  |  |              |                       |                       |              |              |  |
|  | 5           | Marina Bassols Ribera         | 6                             | 2           | 6           |  |  |              |                       |                       |              |              |  |
|  | WC          | Renata Zarazúa                | 4                             | 6           | 4           |  |  | 5            | Marina Bassols Ribera | Marina Bassols Ribera | 4            | 4            |  |
|  | WC          | Lya Isabel Fernández Olivares | Lya Isabel Fernández Olivares | 1           | 1           |  |  | 11           | Despoina Papamichaīl  | Despoina Papamichaīl  | 6            | 6            |  |
|  | 11          | Despoina Papamichaīl          | Despoina Papamichaīl          | 6           | 6           |  |  |              |                       |                       |              |              |  |

### Sezione 6
|  | Primo turno | Primo turno        | Primo turno | Primo turno | Primo turno |  |  | Ultimo turno | Ultimo turno   | Ultimo turno   | Ultimo turno | Ultimo turno |  |
|  |             |                    |             |             |             |  |  |              |                |                |              |              |  |
|  | 6           | Lucrezia Stefanini | 7           | 0           | 4           |  |  |              |                |                |              |              |  |
|  |             | Sachia Vickery     | 65          | 6           | 6           |  |  |              | Sachia Vickery | Sachia Vickery | 6            | 6            |  |
|  | WC          | Ana Sofía Sánchez  | 2           | 7           | 0           |  |  | 10           | Aliona Bolsova | Aliona Bolsova | 2            | 0            |  |
|  | 10          | Aliona Bolsova     | 6           | 63          | 6           |  |  |              |                |                |              |              |  |